# Simon Razgor
Simon Razgor (Celje, 18 de septiembre de 1985) es un jugador de balonmano esloveno que juega de extremo izquierdo en el RK Maribor Branik. Es internacional con la selección de balonmano de Eslovenia.
Con la selección eslovena estuvo en los Juegos Olímpicos de Río de Janeiro 2016.

## Palmarés

### Celje
- Liga de balonmano de Eslovenia (3): 2005, 2006, 2007
- Copa de Eslovenia de balonmano (2): 2006, 2007
- Supercopa de Eslovenia de balonmano (1): 2007

### Meshkov Brest
- Liga de Bielorrusia de balonmano (7): 2015, 2016, 2017, 2018, 2019, 2020, 2021
- Copa de Bielorrusia de balonmano (6): 2015, 2016, 2017, 2018, 2020, 2021

## Clubes
- RK Celje (2004-2007)
- RK Maribor Branik (2007-2014)
- Meshkov Brest (2014-2021)
- RK Maribor Branik (2021- )